# Козаки (Золочівський район)
Ко́заки — село в Україні, у Золочівському районі Львівської області. Населення — 101 особа. Колишній орган місцевого самоврядування — Струтинська сільська рада.